# Pierre-Benjamin Dumoulin
Pierre-Benjamin Dumoulin né probablement à Trois-Rivières (Québec, Canada) en 1799 est un avocat. Seigneur d'une partie de Grosbois-Est (îles de Boucherville) jusqu'en 1846. Il a été élu député du district électoral de Trois-Rivières à la Chambre d'assemblée du Bas-Canada en 1827 et en 1830.
Il fut bâtonnier du district de Trois-Rivières et conseiller de la reine à compter de 1853.
Élu maire de Trois-Rivières en 1845 et 1853. Nommé juge en chef de la Cour des sessions trimestrielles de Trois-Rivières en 1856, il meurt la même année.
Le fonds d'archives de la famille Dumoulin est conservé au centre d'archives de Trois-Rivières de Bibliothèque et Archives nationales du Québec.